# 耿维宁
耿维宁，明朝人，是一名明朝政治人物。。在明太祖洪武年间出仕。
耿维宁曾于洪武十九年（1386年）接替邢敬任兴化府知府一职，洪武二十二年（1389年）由宋麟接任。